# Illa del Mar
Illa del Mar ("Isla del Mar") es un complejo de cuatro edificios, incluyendo dos rascacielos, localizados en Barcelona, España. Los dos rascacielos del complejo son el Illa del Mar 1, con 99 metros de altura (325 pies) y 29 plantas, y el Illa del Mar 2, con 77 metros de altura y 23 plantas. En el complejo Illa del Mar está localizado en el distrito de Sant Martí, en pleno passeig del Taulat, y cercano a otros rascacielos como el Hotel Hilton Diagonal Mar.